# Эпсилон Сетки
ε Сетки (лат. Epsilon Reticuli) — двойная звезда, которая находится в созвездии Сетка на расстоянии около 59 световых лет от нас.

## Характеристики
Система состоит из двух звёзд, отстоящих друг от друга на расстоянии 240 а. е.

### ε Сетки А
Главный компонент относится к классу оранжевых субгигантов со спектральным классом K2 IV. с массой 1,2 массы Солнца и диаметром 6,6 солнечного. Светимость равна около 4,6 солнечной. Возраст звезды оценивается приблизительно в 10 миллиардов лет.

### ε Сетки В
В 2006 году было подтверждено, что в системе находится массивный объект, неразличимый в оптический телескоп. Им оказался белый карлик, имеющий температуру поверхности в пределах от 9000 до 17000 градусов по Кельвину.

## Планетная система
В 2000 году команда астрономов объявила об открытии планеты в системе ε Сетки. Её
минимальная масса составляет около 1,43 массы Юпитера. ε Сетки b обращается вокруг родительской звезды на расстоянии около 1,18 а. е., что равно расстоянию от Солнца до орбиты между Землёй и Марсом. Полный оборот планета совершает за 415 дней, или 1,13 года.

## Ближайшее окружение звезды
Следующие звёздные системы находятся на расстоянии в пределах 20 световых лет от системы ε Сетки:
| Звезда         | Спектральный класс | Расстояние, св. лет |
| CP-63 231      | K5 V               | 9,3                 |
| L 178-49       | M V                | 9,7                 |
| CP-60 424      | G5 Ve              | 11                  |
| γ Золотой Рыбы | F4 III             | 11                  |
| κ Сетки        | F5 V-VI/M V        | 13                  |
| CP-65 475      | K1 V-IIIp          | 14                  |
| β Живописца    | A3 V               | 17                  |
| CD-56 1071     | G5 V/M V           | 15                  |
| ι Часов        | G0 Vp              | 16                  |
| HR 1294        | G3 V               | 17                  |